# Djedkare Isesi
Djedkare Isesi, (na grč. poznat kao Tankeris) bio je faraon Egipta za vrijeme Pete dinastije. Pripisuje mu se relativno duga vladavina od 28 godina u Torinskom kanonu, dok neki egiptolozi vjeruju da je to pogreška, odnosno da je vladao 38 godina. Manethon mu pripisuje vladavinu od 44 godine dok arheološki dokazi sugeriraju da je vladao duže od 32 godine.   
Nije, kao što je bio običaj njegove dinastije, sagradio vlastiti sunčev hram, ali je sagradio vlastitu piramidu u Saqqari umjesto u Abusiru. To se tumači kao znak da je Oziris zamijenio boga sunca Ra kao najpopularnije božanstvo. Za naslove se sada vjerovalo da imaju magičnu moć. Njihova inflacija se tumači kao znak postupne decentralizacije vlasti. Niz datiranih administrativnih papirusa iz Djedkareovog doba, (Papirus Prisse u Louvreu, napisan od Ptah-hotepa), je otkriven u zagrobnom hramu Neferirkarea. Prema Miroslavu Verneru, najviši datum Djedkareove vladavine je Dan 12 godine 22. IV Akheta papirus, što bi moglo pripadati svakoj godini od godine 32. do godine 44. ovisno o tome je li popis stoke bio dvogodišnji (2 X) ili poludvogodišnji (1.5 X). 

## Vanjske poveznice
- Egipatski kraljevi (engl.)
- Djedkare: 8. vladar 5. dinastije (engl.)
- The Instruction of Ptahhotep Index Page (Prisse Papyrus) (engl.)
- The Mastaba of Ptahhotep reliefs from his tomb (Prisse Papyrus) (engl.)